# Panon
Panon ist eine französische Gemeinde in der Region Pays de la Loire im Département Sarthe im Arrondissement Mamers im Kanton Mamers.

## Geographische Lage
Die Gemeinde gehört mit 2,37 Quadratkilometern und 33 Einwohnern (Stand 1. Januar 2022) zu den kleinsten Gemeinden Frankreichs. Der Ort liegt auf 112 bis 147 m Meereshöhe, inmitten eines intensiv landwirtschaftlich genutzten Gebietes etwa 40 km nördlich von Le Mans und 5 km südwestlich von Mamers. In Mont-Renault verlässt man die von Mamers kommende Departement-Straße 300 in nördliche Richtung und gelangt nach 2 km nach Panon. Durch den Ort fließt die Ruisseau-La-Saosnette.

## Sehenswürdigkeiten
- Katholische Kirche Saint-Sulpice, romanisch (11. Jahrhundert; im 18. Jahrhundert erweitert), einschiffig mit hölzernem Tonnengewölbe unter dem Giebeldach, Turm über der Westfassade ebenfalls mit Giebeldach, romanisches Portal; im Innern mehrere historische Holzskulpturen: auf einem Querbalken über dem Chorbogen Christus am Kreuz mit Maria und Johannes; am Hauptaltar links der Heilige Sebastian, rechts der Heilige Laurentius, in der Mitte der hl. Sulpice de Bourges; auf dem linken Seitenaltar eine Madonna, auf dem rechten der Heilige Vinzenz
- Lavoir (Waschhaus, 19. Jahrhundert)
- Brunnen (19. Jahrhundert)